# Polystichum bissectum
Polystichum bissectum är en träjonväxtart som beskrevs av Carl Frederik Albert Christensen. Polystichum bissectum ingår i släktet Polystichum och familjen Dryopteridaceae. Inga underarter finns listade.